# Limnichus subchalybeus
Limnichus subchalybeus är en skalbaggsart som beskrevs av Edmund Reitter 1881. Limnichus subchalybeus ingår i släktet Limnichus och familjen lerstrandbaggar. Inga underarter finns listade i Catalogue of Life.